# Carlo Antonio Bernasconi

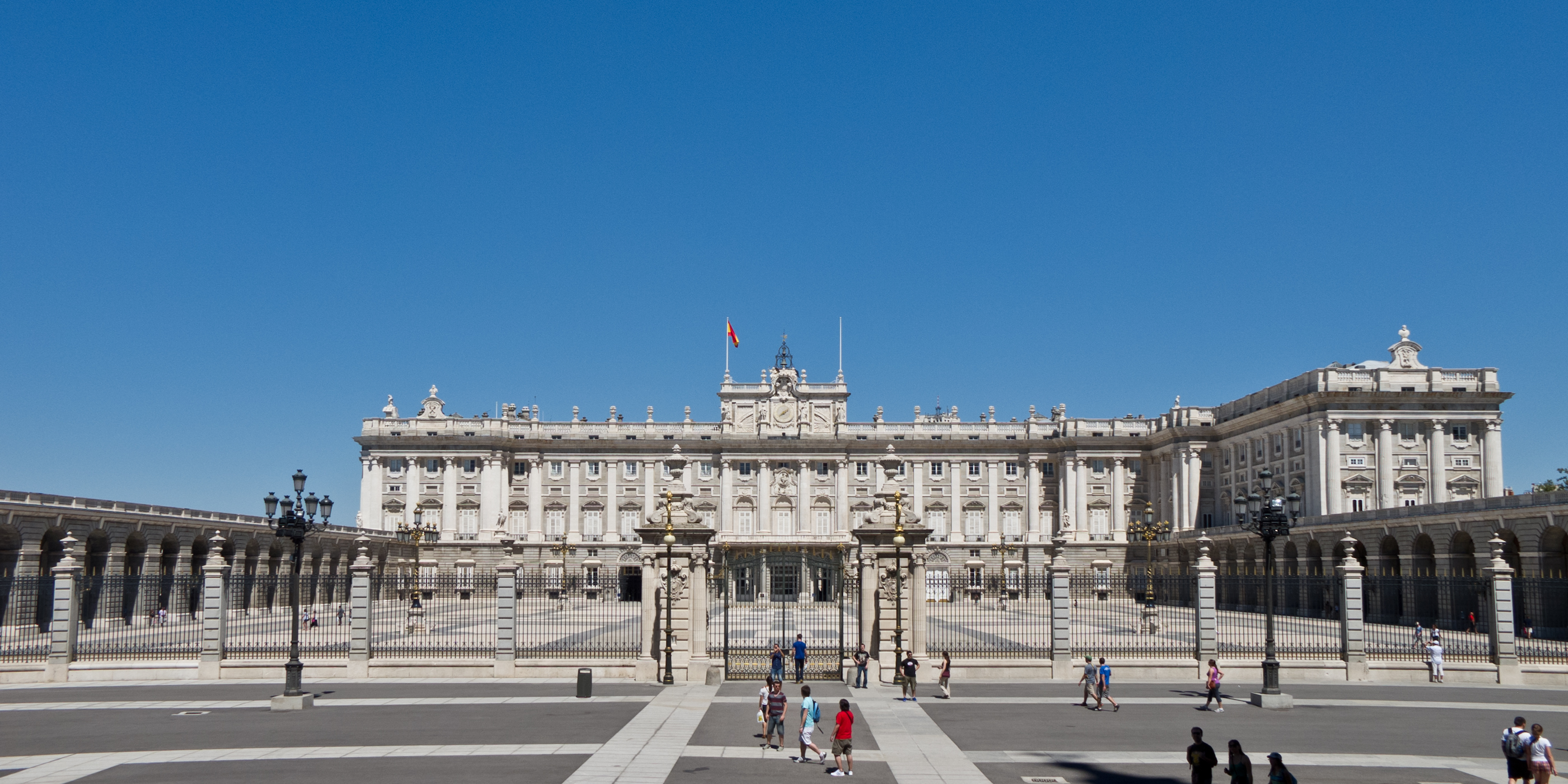
Ehrenhof des Palastes in Madrid, Südseite

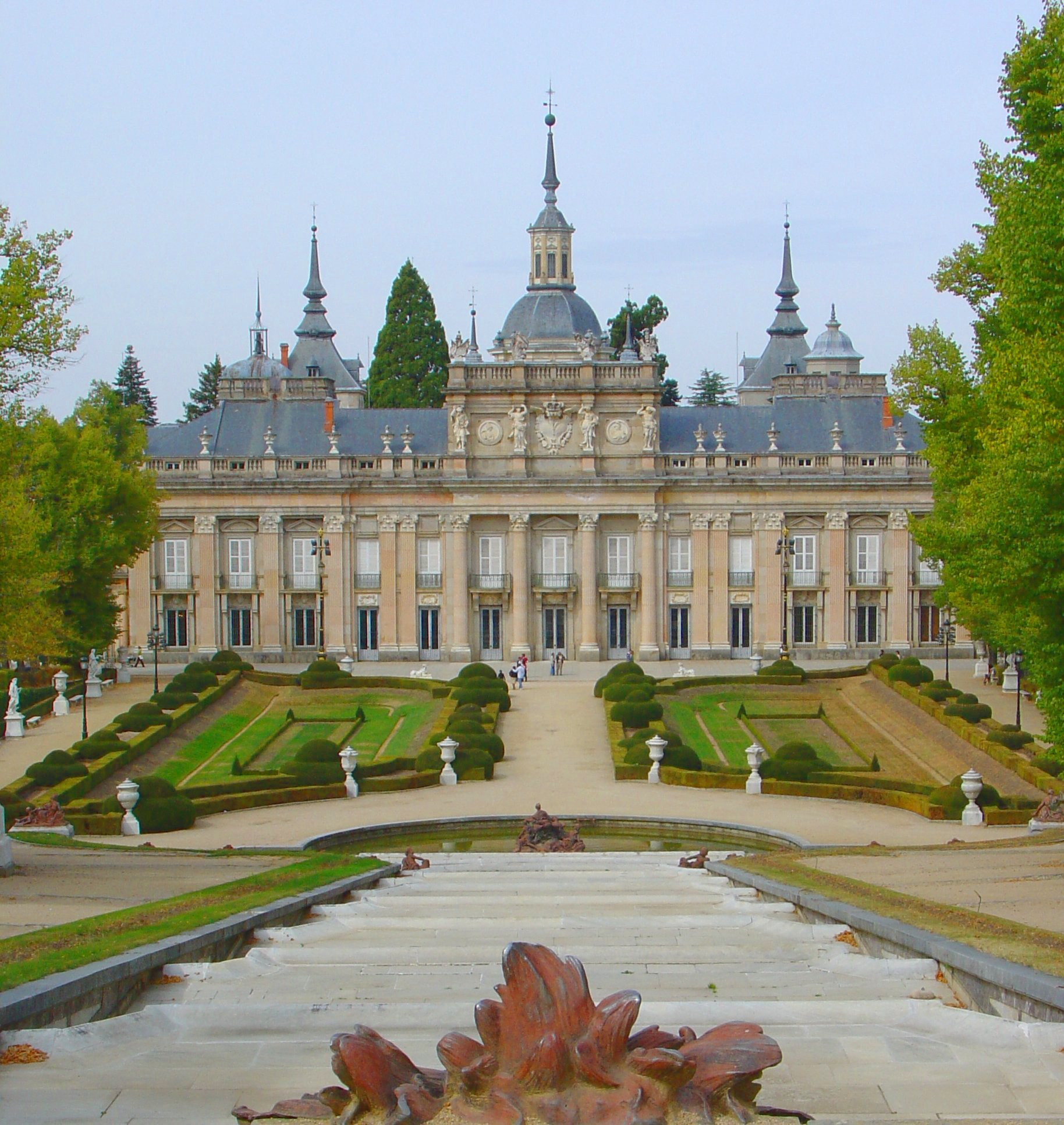
La Granja Palacio

Carlo Antonio Bernasconi (* 1714 in Massagno; † 1767 ebenda) war ein Schweizer Architekt.

## Ausbildung und Karriere
Carlo Antonio Bernasconi studierte Mathematik und Architektur in Turin. Er war Ingenieur und Architekt und erfand mehrere technische Maschinen. Im Jahr 1740 trat er als Architekt in den Dienst des Hofs des savoyardischen Königs. Dann begab er sich nach Madrid, wo der Turiner Architekt Filippo Juvarra bereits seit 1734 mit der Planung eines neuen Stadtschlosses beauftragt war. Später wurde er Kriegskommissar für die italienische Armee von 1742 bis 1849.
Er war in verschiedenen Provinzen Spaniens tätig und hinterliess in grossen Städten architektonische Zeugnisse. Berühmt wurde er vor allem durch waghalsige Ingenieursleistungen wie den Aufzug der grossen Glocke auf dem Glockenturm der Kathedrale von Toledo, die damals zu den grössten der Welt zählte. Auch die Sommerresidenz der spanischen Könige, La Granja de San Ildefonso in der Region Segovia nordwestlich von Madrid, wurde einschliesslich der Fassaden unter König Philipp V. im barocken Stil umgestaltet. La Granja gilt als spanisches Versailles.